# Nolana sphaerophylla
Nolana sphaerophylla là loài thực vật có hoa trong họ Cà. Loài này được (Phil.) Mesa ex M.O. Dillon mô tả khoa học đầu tiên.